# Wiesław Fałtynowicz
Wiesław Fałtynowicz (ur. 1952 r. w Suwałkach) – polski biolog, specjalizujący się w lichenologii i ekologii roślin; nauczyciel akademicki związany z uniwersytetami w Gdańsku i Wrocławiu.

## Życiorys
Urodził się w 1952 roku w Suwałkach, gdzie spędził swoje dzieciństwo i wczesną młodość. Uczęszczał tam kolejno do szkoły podstawowej, a następnie Liceum Ogólnokształcącego im. Marii Konopnickiej, które ukończył w 1971 roku, pomyślnie zdając egzamin maturalny. Bezpośrednio potem podjął studia biologiczne na nowo powstałym Uniwersytecie Gdańskim, które ukończył w 1976 roku zdobyciem tytułu magistra, uzyskanym na podstawie pracy pt. Wpływ nawożenia mineralnego na roślinność runa boru chrobotkowego "Cladonio-Pinetum", napisanej pod kierunkiem prof. dr hab. Hanny Piotrowskiej.
W tym samym roku został zatrudniony na swojej macierzystej uczelni na stanowisku asystenta. W 1982 roku Rada Wydziału Biologii i Nauk o Ziemi Uniwersytetu Gdańskiego nadała mu stopień naukowy doktor nauk przyrodniczych w zakresie biologii na podstawie pracy nt. Udział i rola porostów w zagospodarowanym borze chrobotkowym Cladonio-Pinetum w północno-zachodniej części Borów Tucholskich, której promotorem była prof. dr hab. Hanna Piotrowska. Wraz z nowym stopniem naukowym otrzymał awans na stanowisko adiunkta. Jego dalsza praca naukowo-badawcza pozwoliła mu zdobyć w 1991 roku stopień doktora habilitowanego nauk przyrodniczych w zakresie biologii o specjalności biologia do którego nadania przyczynkiem była rozprawa pt. Porosty Pomorza Zachodniego - studium ekologiczno-geograficzne. Był twórcą Podyplomowego Studium Biologii z Elementami Biotechnologii i Ochrony Środowiska. W latach 1994–1995 kierował Pracownią Taksonomii i Geografii Roślin UG. W 1995 roku otrzymał kolejny awans w gdańskiej uczelni, zostając profesorem nadzwyczajnym i kierownikiem Katedry Ekologii Roślin i Ochrony Przyrody UG oraz Pracowni Naukowo-Edukacyjnej Słowińskiego Parku Narodowego UG (do 1996 roku. W 1996 roku prezydent Polski Aleksander Kwaśniewski nadał mu tytuł profesora nauk biologicznych.
W 1999 roku przeprowadził się do Wrocławia, gdzie objął stanowisko profesora nadzwyczajnego, a następnie profesora zwyczajnego na Uniwersytecie Wrocławskim. W latach 2005–2006 pełnił tam funkcję zastępcy dyrektora Instytutu Biologii Roślin. W 2006 roku brał czynny udział w powołaniu do życia 1 września Wydziału Nauk Biologicznych, powstałego w wyniku podziału Wydziału Nauk Przyrodniczych na trzy mniejsze jednostki. Został wpierw pełniącym obowiązki dziekana, a niedługo potem dziekanem tego wydziału. Funkcję tę sprawował do 2011 roku. Obecnie od 1 stycznia 2012 roku jest kierownikiem Zakładu Bioróżnorodności i Ochrony Szaty Roślinnej UWr.
Poza działalnością uczelnianą jest członkiem licznych towarzystw naukowych takich jak: Polskie Towarzystwo Botaniczne, British Lichen Society (1993–1999), Bryologicko-Lichenologické Sekce České Botanické Společnosti, Gdańskie Towarzystwa Naukowe, Towarzystwo Przyjaciół Nauk w Gdyni, Suwalsko-Augustowskie Towarzystwo Naukowe. Ponadto był zastępcą przewodniczącego Komitetu Ochrony Przyrody przy Wydziale II - Nauk Przyrodniczych Polskiej Akademii Nauk. Przebywał także na licznych stażach naukowych zagranicą w Niemczech: Uniwersytet w Greifswaldzie (1987), Uniwersytet w Bremie (1989, 1990), Estonii: Uniwersytet w Tallinnie (1990), Słowacji: Slovak Academy of Sciences w Bratysławie (2001, 2005), Rosji: Wisztyniecki zapovednik (2004), Uniwersytet w Tomsku (2010), Czechach: Uniwersytet w Ostrawie (2008).

## Dorobek naukowy
W swojej pracy naukowej zajmuje się: ekologią, geografią, florystyką, zagrożeniami i ochroną porostów, florystyką i fitosocjologią roślin naczyniowych, ochroną przyrody, a także monitoringiem biologicznym. Do najważniejszych z nich należą:
- Polska bibliografia lichenologiczna, Kraków-Wrocław 1983.
- Atlas of the geographical distribution of lichens in Poland, Kraków 1993, współautor.
- Porosty Pomorza Zachodniego. Studium ekologiczno-geograficzne, Gdańsk 1991.
- Szkolny monitoring środowiska, Krosno 2001.
- Lichens of the protected areas in the Euroregion Niemen, Suwałki 2004.
- Lista porostów i grzybów naporostowych Pomorza Gdańskiego, Gdańsk 2006.